# アトテック
アトテック（Atotech）は、世界的な表面処理化学薬品及び設備を製造/販売している企業。プリント基板、ICパッケージ基板、半導体向けの表面処理化学薬品や設備、及び自動車、建設、家電家具業界などの装飾・機能表面処理化学品や設備を提供している。 
ドイツ、チェコ、スロベニア、スペイン、中国、韓国、台湾、シンガポール、インド、日本、米国、カナダ、メキシコ、ブラジルなど40ヶ国以上に製造工場、テクニカルセンター、販売・サービス拠点を有している。本社はドイツのベルリンにある。
アトテックは、エレクトロニクス事業部と一般めっき事業部の2つの事業部門で構成されている。従業員数約3,800人で、56%がアジア、35%が欧州、9%が米州。  また約2,100件の特許を所有している。 
1993年に、エルフ アトケム(ELF Atochem)はM&Tハーショー(M&T Harshaw)とシェーリング AG(Schering AG)の電気めっき事業部を合併させ、アトテックを設立した。 
アトテックの主な競合企業は、アメリカに拠点を置くエレメント・ソリューションズ、デュポン、フランスのコベンティア。
2018年現在、従業員数は約3,800人。 

## 歴史
アトテックの起源は、1851年にエンス クリスチャン フリードリッヒ シェーリング(Ernst Christian Friedrich Schering)によってベルリンで創設されたGrüne Apothekeになる。 
1901年　電気めっき部門が発足。 Trisalytというブランド名の金属を保管するための塩混合物を製造した。  1927年　ヒムシャ ファブリク オフ アクティエン(Chemische Fabrik auf Actien(前述 E. Schering))は、CAF カールバウム ヒムシャ ファブリク ゲーエムベーハー(CAF Kahlbaum Chemische Fabrik GmbH)と合併し、シェーリング カールバウム AGを設立した。(1937年以降シェーリングAGとなる)  
1936年　最初の高速電解浴　「Copper Trysalyt Extra Rapid」と世界初の光沢めっき浴「Brilliant」を開発した。この技術開発の成果は、最初の電気めっき事業部設立につながった。
1951年　シェーリングAGは、現在のアトテックの主要設備生産拠点であるドイツのフォイヒト(Feucht)に電気めっき事業部を設立した。 1989年に電気めっき事業部は、ドイツのベルリンに移転した。 
1993年　シェーリングAGは、フランスの化学会社エルフ アトケムに電気めっき事業部を売却した。その後、エルフ アトケムは子会社のM&T ハーショーとシェーリングAGから買収した電気めっき事業部を合併させ、アトテックを設立した。
アトテックはドイツに工場とサービスセンターを設立し、その後欧州、アジア、さらには米州で製造・サービス網を立ち上げた。
現在のアトテックの中核事業は、エレクトロニクス関連(プリント配線板、半導体)と一般めっき関連(自動車、建設、家電家具など)の2つ。世界中の顧客に一貫した生産体制と現地サービスを提供している。

2016年末　アトテックはトタル(Total)からカーライルグループ(Carlyle Group)に売却された。 
2017年3月　ジェフ ワイルド(Geoff Wild)がCEO に任命された。CFO はピーター フォンクネヒト(Peter Frauenknecht)。ジョン スティーブンソン(John Stephenson)は、COOとしてグループの運営を率いている。  ジョシ マクモロー(Josh McMorrow)は、グループ ゼネラル カウンセル。 

## 製品
アトテックは、以下の業界に表面処理化学薬品と装置を提供している。
- プリント基板業界
- ICパッケージ基板業界
- 半導体業界
- 装飾・機能表面処理業界（装飾めっき、防錆めっき、無電解ニッケルめっき、硬質クロムめっきなど）